# Rue Racine
Rue Racine (Racinova ulice) je ulice v Paříži. Nachází se v 6. obvodu.

## Poloha
Ulice vede od křižovatky s Boulevardem Saint-Michel a Rue de l'École-de-Médecine a končí na náměstí Place de l'Odéon.

## Historie
Kolem roku 1780 byla otevřena část ulice na místě bývalého paláce Condé. V roce 1822 bylo rozhodnuto o prodloužení ulice na pozemky lékařské fakulty Pařížské univerzity, které bylo dokončeno v roce 1835.
Ulice nese jméno po francouzském dramatikovi Jeanu Racinovi (1639–1699) z důvodu blízkosti divadla Odéon.

## Významné stavby
- Ulice vede podél bývalého františkánského kláštera Couvent des Cordeliers a za lyceem Saint-Louis.
- V ulici se v 19. století nacházela vodní nádrže na pitnou vodu pro město Paříž o objemu 6000 m3, postavená v roce 1839 na místě příkopů starých městských hradeb Filipa II. Augusta.
- V domě č. 3 se nachází restauarace Bouillon Racine, jejíž sál a průčelí jsou od roku 1995 chráněny jako historická památka.[1]
- Ulice vede před divadlo Odéon.